# Il superspia
Il superspia è stata una miniserie televisiva italiana di genere commedia poliziesca, diretta da Eros Macchi e andata in onda in tre puntate sulla Rete 2 della Rai dal 22 maggio al 5 giugno 1977.

## Trama
Vasco Pisani, un barbiere, è soprannominato "il superspia" dagli amici poiché ha la curiosa abitudine di ficcanasare anche dove non dovrebbe. Avendo velleità di investigatore privato o agente segreto s'imbatte sovente in donne da lui conosciute in passato – il più delle volte, sue mancate conquiste amorose – e "per un pelo" evita di rimanere invischiato in guai più grandi.

## Sigla
La sigla della miniserie è Per un pelo, cantata da Renzo Montagnani.

## Secondo episodio
- Altri interpreti: Manfred Freyberger (Kurt), Nicola De Buono (il protettore), Gianni Rubens (uomo di fatica), Nico Balducci (Pasqualino), Lorenzo Logli (Pasqualone), Licia Lombardi (Nicoletta), Lidia Costanzo (la cameriera), Franca Mantelli (prima ragazza), Adriana Di Guilmi (seconda ragazza)

## Terzo episodio
- Altri interpreti: Walter Valdi (Ambrogio), Lino Banfi (il commissario), Maurizio Micheli (il maresciallo), Camillo Milli (sostituto procuratore), Franco Moraldi (il cancelliere), Aldo Suligoj (il segretario), Gigi Bertolini (il cuoco), Lidia Costanzo (la cameriera)